# Jebrail
Jebrail (azerbajdzjanska: Cəbrayıl, armeniska: Ջաբրաիլ, Mekhakavan, Jrakan, Մեխակավան, Ձրական, Jabrail) är en distriktshuvudort i Azerbajdzjan.   Den ligger i distriktet Cəbrayıl Rayonu, i den södra delen av landet, 270 km väster om huvudstaden Baku. Jebrail ligger 607 meter över havet och antalet invånare är 8 396.
Terrängen runt Jebrail är kuperad. Jebrail är det största samhället i trakten. 
Trakten runt Jebrail består till största delen av jordbruksmark. Runt Jebrail är det ganska tätbefolkat, med 54 invånare per kvadratkilometer.